# Струвеов геодетски лук
Струвеов геодетски лук је геодетска мрежа тригонометријских тачака ланчаног облика која се пружа од Хамерфеста у Норвешкој до Црног мора, кроз десет земаља у дужини од преко 2.820 . Лук је створио и користио руски научник немачког порекла Фридрих Георг Вилхелм фон Струве од 1816. до 1855. године, да би измерио тачну величину и облик Земље. У том периоду лук је пролазио кроз две земље: Шведска-Норвешка и Руска Империја. Ова тригонометријска мрежа изворно се састојала од 258 троуглова и 265 тригонометријских тачака. Данас су сачуване само 34 тачке које су стављене на листу УНЕСКО-ве светске баштине 2005. године, са својим различитим ознакама на терену као што су белеге од природног камена са обрађеним врхом и усађеном челичном болцном или уклесаним крстом. Неке од тачака су обележене каменим обелиском.

## Ланац

### Норвешка
- Фугленес у Хамерфесту
- Raipas у Alta
- Luvdiidcohkka у Kautokeino
- Baelljasvarri у Kautokeino

### Шведска
- "Pajtas-vaara" (Tynnyrilaki) у Kiruna
- "Kerrojupukka" (Jupukka) у Pajala
- Pullinki у Övertorneå
- "Perra-vaara" (Perävaara) у Haparanda

### Финска
- Stuor-Oivi (тренутно Stuorrahanoaivi) у Enontekiö
- Avasaksa (тренутно Aavasaksa) у Ylitornio
- Tornea (тренутно Alatornion kirkko) у Торниоу
- Puolakka (тренутно Oravivuori) у Korpilahti
- Porlom II (тренутно Tornikallio) у Lapinjärvi
- Svartvira (тренутно Mustaviiri) у Pyhtää

### Русија
- "Mäki-päälys" на Хогланду
- Хогланд, тачка З

### Естонија
- "Woibifer" (Võivere) у Avanduse
- "Katko" (Simuna) у Avanduse
- "Dorpat" (Tartu observatory) у Tartu

### Летонија
- "Sestu-Kalns" (Ziestu) у Sausneja
- "Јакобштадт" (Јекабпилс) у Јекабпилсу

### Литванија
- "Karischki" (Gireišiai) у Panemunėlis
- "Meschkanzi" (Meškonys) у Nemenčinė
- "Beresnäki" (Paliepiukai) у Nemėžis

### Белорусија
- "Tupischki" (Tupishki) у Oshmyany district (54° 17′ 29″ N 26° 2′ 43″ E / 54.29139° С; 26.04528° И)
- "Lopati" (Lopaty) у Zelva district (53° 33′ 37″ N 24° 52′ 11″ E / 53.56028° С; 24.86972° И)
- "Ossownitza" (Ossovnitsa) у Ivanovo district (52° 17′ 21″ N 25° 38′ 58″ E / 52.28917° С; 25.64944° И)
- "Tchekutsk" (Chekutsk) у Ivanovo district (52° 12′ 55″ N 25° 33′ 12″ E / 52.21528° С; 25.55333° И)
- "Leskowitschi" (Leskovichi) у Ivanovo district (52° 9′ 38″ N 25° 34′ 17″ E / 52.16056° С; 25.57139° И)

### Молдавија
- "Rudi" у Rudi

### Украјина
- Katerinowka у Antonivka, Хмељничка област (49° 33′ 57″ N 26° 45′ 22″ E / 49.56583° С; 26.75611° И )
- Felschtin у Hvardiiske, Хмељничка област (49° 19′ 48″ N 26° 40′ 55″ E / 49.33000° С; 26.68194° И )
- Baranowka у Baranivka, Хмељничка област (49° 08′ 55″ N 26° 59′ 30″ E / 49.14861° С; 26.99167° И )
- Staro-Nekrassowka (Stara Nekrasivka) у Nekrasivka, Odessa Oblast (45° 19′ 54″ N 28° 55′ 41″ E / 45.33167° С; 28.92806° И )